# Potter (Nueva York)
Potter es un pueblo ubicado en el condado de Yates en el estado estadounidense de Nueva York. En el año 2000 tenía una población de 1,830 habitantes y una densidad poblacional de 19 personas por km².

## Geografía
Potter se encuentra ubicado en las coordenadas 42°43′10″N 77°10′59″O / 42.71944, -77.18306.

## Demografía
Según la Oficina del Censo en 2000 los ingresos medios por hogar en la localidad eran de $42,784, y los ingresos medios por familia eran $47,188. Los hombres tenían unos ingresos medios de $31,111 frente a los $22,500 para las mujeres. La renta per cápita para la localidad era de $16,696. Alrededor del 9.7% de la población estaban por debajo del umbral de pobreza.